# De krijgskunst

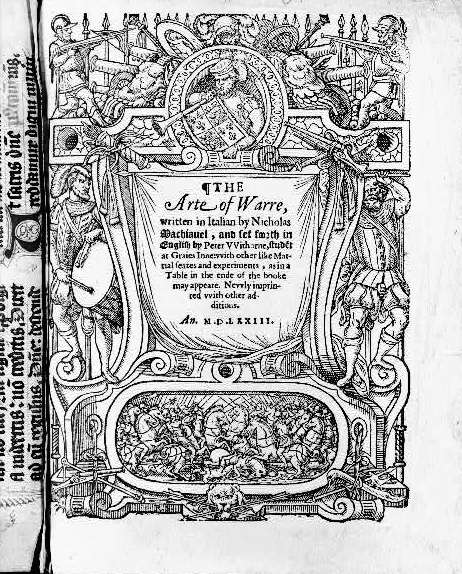
De Engelse vertaling uit 1573.

De krijgskunst (Dell'arte della guerra) is een politiek werk van de Florentijn Niccolò Machiavelli uit 1520. Hiermee werd hij een classicus van het krijgswezen.
De krijgskunst is een gedetailleerde uiteenzetting over de militaire verdediging van een staat: het leger, rekrutering, bewapening, training, leiding, inkwartiering, vestingen en belegeringen. Hij beschouwde oorlog als het belangrijkste deel van de politiek. Het burgerlijke leven moest nauwer verbonden worden met het militaire, want het hele volk diende onder de wapens te worden gehouden en oorlog te kunnen voeren. De algemene dienstplicht moest het volk warm maken voor de strijd. Machiavelli onderschatte het belang van vuurwapens in de toekomst. Hij bleef zweren bij de oude Romeinse infanterie, maar het tijdperk van de traditionele wapens liep op zijn laatste benen.
Wederom deed hij beroep op een principe nuovo (nieuwe vorst) om een nationaal leger op de been te brengen en het land te verenigen. Wie onder de Italiaanse heersers deze weg als eerste inslaat, zal zich tot heer over heel Italië opwerpen. Tevens klaagde hij dat hij niet de kans kreeg om zijn theorieën te verwezenlijken.
De alruinwortel · Belfagor · Clizia · Descrizione del modo tenuto dal Duca Valentino nell' ammazzare Vitellozzo Vitelli, Oliverotto da Fermo, il Signor Pagalo e il Duca di Gravina Orsini · Florentijnse geschiedenissen · De krijgskunst · Het leven van Castruccio Castracani · Verhandeling over de hervorming van de Florentijnse staat na de dood van Lorenzo · Verhandelingen over de eerste tien boeken van Titus Livius · De vorst